# Ляньпин
Ляньпи́н (кит. упр. 连平, пиньинь Liánpíng) — уезд городского округа Хэюань провинции Гуандун (КНР).

## История
Во времена империи Мин в 1634 году была создана Ляньпинская область (连平州) Хуэйчжоуской управы (惠州府), которой были подчинены уезды Хэюань и Хэпин. Во времена империи Цин уезды были выведены из состава области, и она стала «безуездной». После Синьхайской революции в Китае была проведена реформа структуры административного деления, в ходе которой области были упразднены, и поэтому в 1912 году Ляньпинская область была преобразована в уезд Ляньпин.
В 1950 году был образован Специальный район Дунцзян (东江专区), и уезд вошёл в его состав. В 1952 году Специальный район Дунцзян был расформирован, и был образован Административный район Юэбэй (粤北行政区). В конце 1955 года было принято решение о расформировании Административного района Юэбэй, и с 1956 года уезд перешёл в состав нового Специального района Хойян (惠阳专区). 
В ноябре 1958 года к уезду Ляньпин был присоединён уезд Хэпин. В 1959 году Специальный район Хойян был расформирован, и объединённый уезд перешёл в состав Специального района Шаогуань (韶关专区). В 1960 году уезд Ляньпин был переименован в Хэпин (和平县). В июне 1962 года из уезда Хэпин был вновь выделен уезд Ляньпин.
В июне 1963 года Специальный район Хойян был воссоздан. В 1970 году Специальный район Хойян был переименован в Округ Хойян (惠阳地区).
Постановлением Госсовета КНР от 1 января 1988 года округ Хойян был расформирован, и уезд перешёл в состав нового городского округа Хэюань.

## Административное деление
Уезд делится на 13 посёлков.